# PowerBook

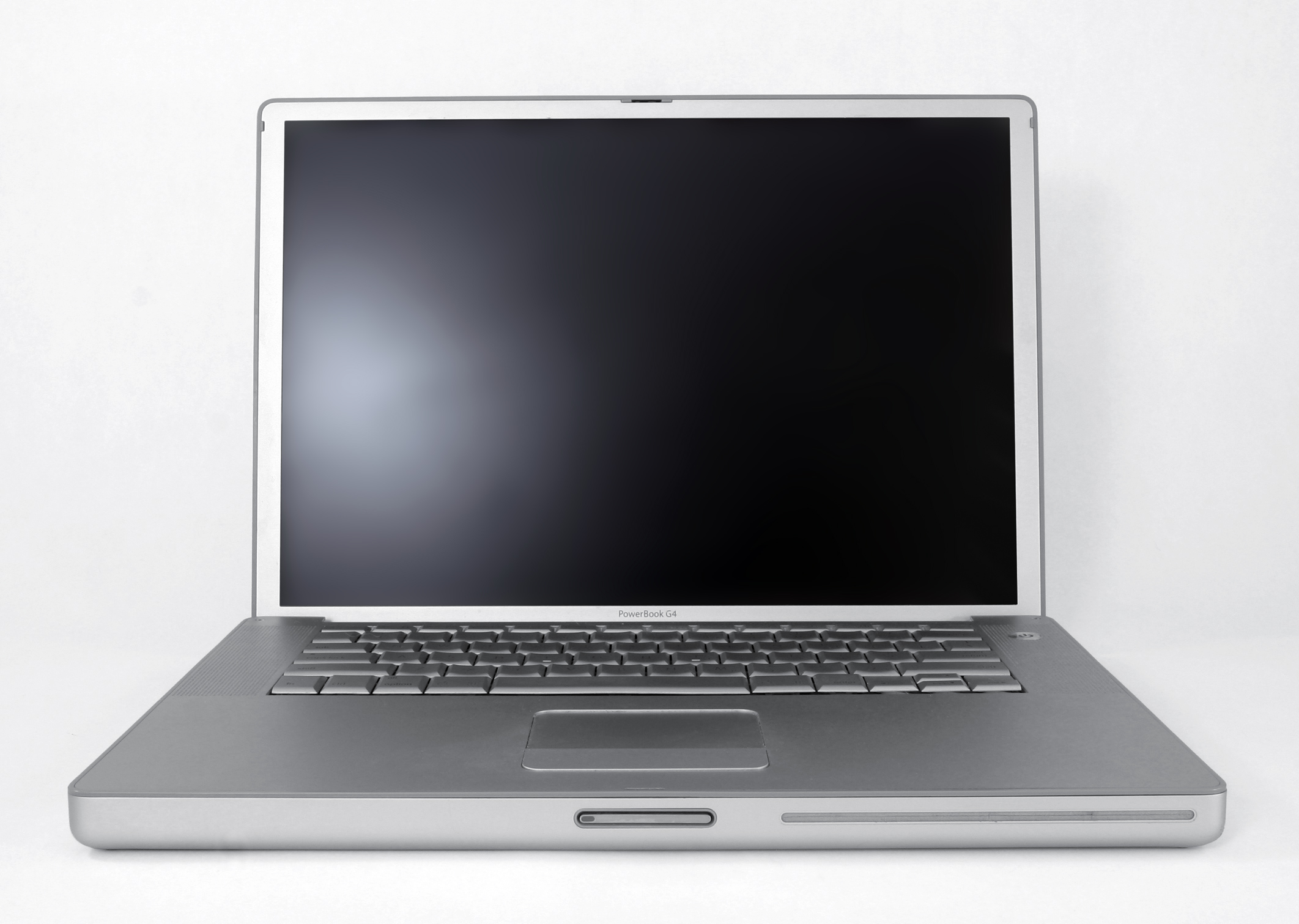
PowerBook G4 15" Alminum

PowerBook為一系列的麥金塔（Macintosh）筆記本型電腦，由蘋果電腦設計及製造，並於1991年至2006年其間發售。PowerBook 曾經歷過數次主要修改與及重新設計，有很多特色都領先同行，後來成為其他筆記本電腦的標準配備。
PowerBook 的目標顧客為專業市場，並曾獲得相當數量的獎項，例如2001年的工業設計優異獎 - 金獎（Industrial Design Awards - "Gold" Status），與及著名科技網站Engadget的2005年年度筆記本電腦（Laptop of the Year）。 在進入筆記本時代的PowerBook 以前，蘋果電腦的手提電腦產品為手提麥金塔（Macintosh Portable）。那個時候有一些由第三方生產的手提電腦都能執行麥金塔的軟體，例如 "Outbound Laptop"。於1999年，針對一般消費市場蘋果亦推出了本系列的姊妹型電腦 iBook 系列。
於2006年，Powerbook 系列被新的 MacBook Pro 家族所取代。

## 早期型號

### PowerBook 100系列及 PowerBook Duo
於1991年10月，蘋果電腦推出了首三款 PowerBook 電腦：最低級的 PowerBook 100，運算速度較快的 PowerBook 140 與最高級的 PowerBook 170。在1991年，深灰色的外殼、"trackball"的使用與及鍵盤前方預留位置以承托手掌的設計均在整個電腦行業內引起哄動。當時絕大部份的手提電腦都沒有預留位置以承托手掌，造成使用者的不便，所以蘋果這個設計於當時而言是相當新穎。PowerBook 140 及 170 均為蘋果的原廠設計，不過 PowerBook 100 則有一個有趣的經歷：蘋果先將手提麥金塔（Macintosh Portable）的設計圖紙交與Sony，Sony 其後再將組件縮小。所以 PowerBook 100 的設計與其他 PowerBook 系列有很大出入。PowerBook 100 的銷情相當慘淡，直至蘋果大幅度降價。

## PowerPC 年代
1995 年一台當时最新的 PowerBook 5300已經在該時推出。